# Gyöngyi Szalay-Horváth
Gyöngyi Szalay-Horváth (Tapolca, 24 de março de 1968 – Veszprém, 30 de dezembro de 2017) foi uma esgrimista húngara medalhista de bronze na modalidade espada individual nos Jogos Olímpicos de Verão de 1996.

## Carreira
Entre 1989 e 1999, Gyöngyi Szalay foi uma presença constante nos pódios internacionais, com exceção do mundial de 1992, quando ela não integrou a equipe húngara. Durante este período, a Hungria, pioneira do evento feminino de espada, conquistou sete títulos mundiais. Szalay integrou a equipe campeã em seis vezes, e ainda perdeu mais duas decisões: em 1990, contra a Alemanha Ocidental e contra a Espanha em 1994. Nos eventos individuais, ela também conquistou medalhas: prata em 1995, e bronze em 1997 e 1998.
Com a inclusão da espada feminina no programa olímpico de 1996, Szalay aproveitou a oportunidade para colocar seu nome na história olímpica da esgrima. Na disputa individual, suas vitórias contra Yuliya Garayeva, Oksana Iermakova e Go Jeong-jeon classificaram-lá para a semifinal, quando foi derrotada pela francesa Laura Flessel-Colovic‎ (10-15). Apesar disso, Szalay se recuperou e ganhou a disputa pelo terceiro lugar contra a italiana Margherita Zalaffi (15-13) e conquistou a primeira medalha de bronze da categoria na história olímpica. Ela também participou das Olimpíadas de 2000, mas foi eliminada logo em sua primeira partida, perdendo para Jūlija Vansoviča (13-15).
Apesar dos sete títulos mundiais, a equipe da Hungria falhou nas campanhas olímpicas de 1996 e dos Jogos Olímpicos de 2000, as húngaras terminaram na quarta colocação em ambas participações.

## Morte
Durante a festividade de fim de ano, Gyöngyi Szalay-Horváth adoeceu e teve um colapso, falecendo em 30 de dezembro de 2017. O caso resultou no cancelamento da festa de véspera de Ano-Novo na cidade de Tapolca, os moradores da mesma realizaram uma homenagem com velas nas proximidades do clube de esgrima local.
Szalay teve seu colapso durante a cerimônia de uma competição gastronômica. O representante parlamentar no evento, Lajos Rig, tentou revivê-la no local. Durante o resgate, ela foi ressuscitada duas vezes e levada de helicóptero para um hospital em Veszprém, onde faleceu. A causa da morte não foi divulgada.
A morte da medalhista olímpica foi lamentada por outros atletas, incluindo o ex-capitão húngaro Tamás Kovács, que escreveu uma nota de despedida pelo Facebook.
Após o acontecimento, o marido de Szalay disse: "Eu me sinto muito mal agora, mas sei que a vida continua... Trabalho no autogoverno de um condado, onde as coisas do dia-a-dia estão esperando por mim. Fiz duas férias, no meu local de trabalho, compreensível, apoiam-me, e por isso estou muito agradecido".